# Jan Heintze
Jan Heintze (født Larsen, slettet i 1981, 17. august 1963) er en tidligere dansk professionel fodboldspiller.
Jan Heintze spillede det meste af sin karriere i den hollandske klub PSV Eindhoven, hvor han spillede i to perioder (1982-94 og 1999-2003). Han spillede tillige på det danske fodboldlandshold.
Jan Heintze fik først sit vedholdende gennembrud på det danske landshold under Bo Johansson, der tiltrådte i 1996, hvor Heintze var 33 år. Han indstillede karrieren efter VM-slutrunden i 2002. Han er sammen med Johan Cruyff den spiller, der har vundet flest nationalemesterskaber i Holland.
Efter hans karriere stoppede, overtog han som butiksbestyrer i den lokale Lidl, Hvor han i sine unge år startede som flaskedreng.

## Klubkarriere
Jan Heintze slog igennem som blot 17-årig som venstre wing på Kastrup BKs 1. divisionshold i 1981. Året efter blev han købt af den hollandske klub PSV Eindhoven og omskolet til venstre back. Han spillede de følgende 12 sæsoner i PSV I den periode vandt Jan Heintze med PSV seks hollandske mesterskaber og i 1988 Mesterholdenes Europa Cup.
1994 skiftede Jan Heintze til den tyske klub Bayer 05 Uerdingen, men da klubben rykkede ud af Bundesligaen to år senere rykkede Heintze videre til Bayer Leverkusen, hvor han var i to sæsoner. Leverkusen blev nr. to i Bundesligaen i 1997 og 1999.
Karrieren blev sluttet af i PSV Eindhoven fra 1999 til 2003, hvor Jan Heintze var med til at vinde yderligere tre hollandske mesterskaber. Dermed tangerede han legenden Johan Cruyffs rekord med i alt ni hollandske mesterskaber.

## Landsholdskarriere
Jan Heintze debuterede på landsholdet 29. april 1987 i en EM-kvalifikationskamp mod Finland og spillede i alle Danmarks kampe ved EM-slutrunden 1988.
1. maj 1991 forlod Jan Heintze landsholdstruppen og fløj hjem til Eindhoven, da det gik op for ham, at han ikke var i startopstillingen til EM-kvalifikationskampen mod Jugoslavien i Beograd samme aften. Efterfølgende fik Jan Heintze et års karantæne, og de efterfølgende fem år fik han kun fire landskampe, mens Richard Møller Nielsen var landstræner.
Fra 1997 til 2002 blev Jan Heintze dog igen fast mand på landsholdet og spillede alle Danmarks kampe ved VM i 1998 og EM 2000. Fra november 1997 til november 2001 var han med i samtlige 52 landskampe i træk, som landsholdet spillede. Fra 2001 til 2002 var han landsholdsanfører. Ved VM i 2002 spillede Heintze de første to kampe for Danmark, men var ikke med i de to sidste opgør, da han havde problemer med varmen. Efter slutrunden stoppede han som landsholdsspiller.
Han har siden juli 2009 været indehaver af HG Property group BV (ejendomsudvikling)

## Biografi
- Jan Heintze, "Tyve år på toppen", 2002, ISBN 87-7714-459-7